# Nancyana abluta
Nancyana abluta är en insektsart som beskrevs av Freytag 1990. Nancyana abluta ingår i släktet Nancyana och familjen dvärgstritar. Inga underarter finns listade i Catalogue of Life.